# Поллард (Алабама)
Поллард (англ. Pollard) — місто (англ. town) в США, в окрузі Ескамбія штату Алабама. Населення — 128 осіб (2020).

## Географія
Поллард розташований за координатами 31°1′26″ пн. ш. 87°10′23″ зх. д. / 31.02389° пн. ш. 87.17306° зх. д. (31.023877, -87.172978).  За даними Бюро перепису населення США в 2010 році місто мало площу 2,89 км², з яких 2,88 км² — суходіл та 0,01 км² — водойми.

## Демографія
Згідно з переписом 2010 року, у місті мешкало 137 осіб у 53 домогосподарствах у складі 36 родин. Густота населення становила 47 осіб/км².  Було 64 помешкання (22/км²).
Расовий склад населення:
| - 59,1 % — білих - 27,7 % — чорних або афроамериканців - 0,7 % — корінних американців - 11,7 % — осіб інших рас |

До двох чи більше рас належало 0,7 %. Частка іспаномовних становила 21,2 % від усіх жителів.
За віковим діапазоном населення розподілялося таким чином: 21,9 % — особи молодші 18 років, 63,5 % — особи у віці 18—64 років, 14,6 % — особи у віці 65 років та старші. Медіана віку мешканця становила 36,8 року. На 100 осіб жіночої статі у місті припадало 117,5 чоловіків;  на 100 жінок у віці від 18 років та старших — 109,8 чоловіків також старших 18 років.
За межею бідності перебувало 24,2 % осіб, у тому числі 30,0 % дітей у віці до 18 років та 0,0 % осіб у віці 65 років та старших.
Цивільне працевлаштоване населення становило 101 осіб. Основні галузі зайнятості: роздрібна торгівля — 19,8 %, публічна адміністрація — 18,8 %, мистецтво, розваги та відпочинок — 18,8 %.